# 駒都えーじ
駒都 えーじ（こまつ えーじ、英: Komatsu E-ji）は、日本のイラストレーター、原画家、同人作家。一部の仕事や同人活動においては、こつえー（CO2A）というペンネームを用いる事もある。神奈川県出身。
メカと少女を織り交ぜたメカ少女の立役者として知られる。同人サークル「Passing Rim」を主宰し、メカ少女に関する設定資料集を中心に発行している。代表作にライトノベル『イリヤの空、UFOの夏』挿絵やゲーム『魔女っ娘ア・ラ・モード』原画担当などがある。

## 経歴
絵を描き始めたのは幼稚園のころ。買ってもらった『タイムボカン』のおもちゃ「メカブトン」の翅を上げたポーズを描き、親に褒められた。
小学校の頃にはガンダムシリーズに嵌まる。番組作画担当の名前を見て、「こんな人が絵を書いているんだぁ〜」と一時期憧れるが、中学に入りアニメへの関心が薄れる。
そんな中高校時代、アーケードゲームの『グラディウスIII』などにはまり、雑誌を買っていた。その雑誌の投稿ページを見ることが楽しくなり、「こういうのを描けるようになりたい」と思い始める。その後は、男性キャラ・女性キャラ問わず、様々なイラストを描いて投稿していた。学生時代に好きだった科目には美術を挙げている。
専門学校に入ってからはパソコンでドット絵を趣味で始め、将来はグラフィック関係の仕事がしたいと考える。また、プログラマのCO2B（こつびー）と共同で、「CO2-PRO」（こつぷろ）の名でPC-9800シリーズ用の同人ソフトのシューティングゲーム（『GARUDIUS』『骨塵』など）を製作し、CO2A（こつえー）の名で企画と絵を担当（最後はWindows 95で『骨塵2』を製作していたが、開発中止となった）。
専門学校を卒業後、ゲームグラフィックの下請け仕事をやっていた頃、美少女ゲーム誌の『パソコンパラダイス』編集部から表紙イラストの仕事の誘いが来る。
その後は「Passing Rim」の名でグラフィッカーとして独立。『新世紀エヴァンゲリオン』のアスカと『デ・ジ・キャラット』のうさだに萌えを抱き、絵を描いているうちに絵の中のキャラに愛情を注ぎ込むことができると理解する。そしてCARNELIAN、みつみ美里や七瀬葵のイラストを参考に絵の特訓をする。

## 参加作品
駒都えーじ 名義
- まぶらほ（挿絵）
- イリヤの空、UFOの夏（挿絵）
- ミナミノミナミノ（挿絵）
- 白銀のカル Cal&Toara（挿絵）
- 蒼い海のトリスティア（キャラクターデザイン）
- planetarian 〜ちいさなほしのゆめ〜（キャラクターデザイン・原画）
- 蒼い空のネオスフィア（キャラクターデザイン）
- ジャンクフォース（キャラクターデザイン、挿絵）
- 暁のアマネカと蒼い巨神（キャラクターデザイン）
- VITAセクスアリス（メカデザイン・キャラクター原案）
- ブログ妖精ココロ（キャラクターデザイン・原画）
- チャンピオンRED いちご（表紙イラスト）
- スパロボ学園（キャラクターデザイン）
- みすぷり!（挿絵）
- TVアニメ『快盗天使ツインエンジェル〜キュンキュン☆ときめきパラダイス!!〜』（第7話エンドカードイラスト）
- TVアニメ『C3 -シーキューブ-』（第7話エンドカードイラスト）
- 限界凸騎 モンスターモンピース（一部モンスター娘デザイン）
- ゴールデンタイム（イラスト）
- 空に欠けた旋律（挿絵）
- Qes（キャラクターデザイン）
- フレームアームズ・ガール（フレズヴェルク キャラクターデザイン・メカデザイン）
- planetarian -雪圏球-（原画）[5]
- アレスタブランチ（キャラクターデザイン）

こつえー 名義
- POWDER SNOW（キャラクターデザイン・原画）
- H 〜いつかたどりつけた場所〜（キャラクターデザイン・原画）
- 魔女っ娘ア・ラ・モード（キャラクターデザイン・原画）
- 21-Two One-（キャラクターデザイン・原画）
- ハヤテのごとく!トレーディングカードゲーム（イラスト）
- Comicモエマックス（表紙イラスト）
- 拡散性ミリオンアーサー（一部カードイラスト）

## 画集
- 駒都えーじ画集@工画堂スタジオ ISBN 978-4-75-774405-9
- 駒都えーじ@ART BOOK ISBN 978-4-79-736619-8
- 駒都えーじ画集2@工画堂スタジオ ISBN 978-4-04-728334-3
- 駒都えーじ画集@マジカルマトリクス ISBN 978-4-04-886946-1
- 駒都えーじ画集@マーブルマトリクス ISBN 978-4-04-891525-0
- 駒都えーじ美少女アート・コレクション　いちごのこ ISBN 978-4-253-10485-2

### 書籍
- 伊藤真広 著「【プロ作家】→【同人名義】データベース」、村中宣彦 編『ゲームラボ特別編集「現代視覚文化研究」』三才ブックス、2006年、186 - 193頁。ISBN 4-86199-061-0。
- 不明 著「駒都えーじ」、久保田賢二 編『ILLUSTRATION 2013』ソーテック、2013年、90 - 91頁。ISBN 978-4-88166-888-7。

### 雑誌
- 電撃萌王編集部 (2013), “学園☆パラダイス10”, 電撃萌王 (KADOKAWA) (2013年12月号):  9 - 20, 雑誌コード 04340-12、定期刊行物コード 4910043401237-00933